# Rocky Carroll
Rocky Carroll (født 8. juli 1963) er en amerikansk skuespiller. Han er måske bedst kendt for sine roller som Joey Emerson i FOX komedie-dramaet Roc, som Dr. Keith Wilkes på det medicinske drama Chicago Hope, og som Leon Vance på CBS drama-serien NCIS og dens spin-off NCIS Los Angeles.